# Нью-Берлін (Нью-Йорк)
Нью-Берлін (англ. New Berlin) — місто (англ. town) в США, в окрузі Ченанго штату Нью-Йорк. Населення — 2525 осіб (2020).

## Демографія
Згідно з переписом 2010 року, у місті мешкали 2682 особи в 1071 домогосподарстві у складі 700 родин. Було 1355 помешкань
Расовий склад населення:
| - 96,8 % — білих - 0,6 % — чорних або афроамериканців - 0,4 % — корінних американців - 0,3 % — азіатів |

До двох чи більше рас належало 1,5 %. Частка іспаномовних становила 1,4 % від усіх жителів.
За віковим діапазоном населення розподілялося таким чином: 21,8 % — особи молодші 18 років, 57,6 % — особи у віці 18—64 років, 20,6 % — особи у віці 65 років та старші. Медіана віку мешканця становила 44,3 року. На 100 осіб жіночої статі у місті припадало 92,5 чоловіків;  на 100 жінок у віці від 18 років та старших — 92,1 чоловіків також старших 18 років.
Середній дохід на одне домашнє господарство  становив 59 502 долари США (медіана — 47 122), а середній дохід на одну сім'ю — 73 697 доларів (медіана — 59 091). Медіана доходів становила 43 162 долари для чоловіків та 35 386 доларів для жінок. За межею бідності перебувало 9,1 % осіб, у тому числі 9,7 % дітей у віці до 18 років та 7,1 % осіб у віці 65 років та старших.
Цивільне працевлаштоване населення становило 1118 осіб. Основні галузі зайнятості: освіта, охорона здоров'я та соціальна допомога — 26,6 %, виробництво — 14,5 %, роздрібна торгівля — 8,7 %, публічна адміністрація — 8,3 %.